# Skalarpotential

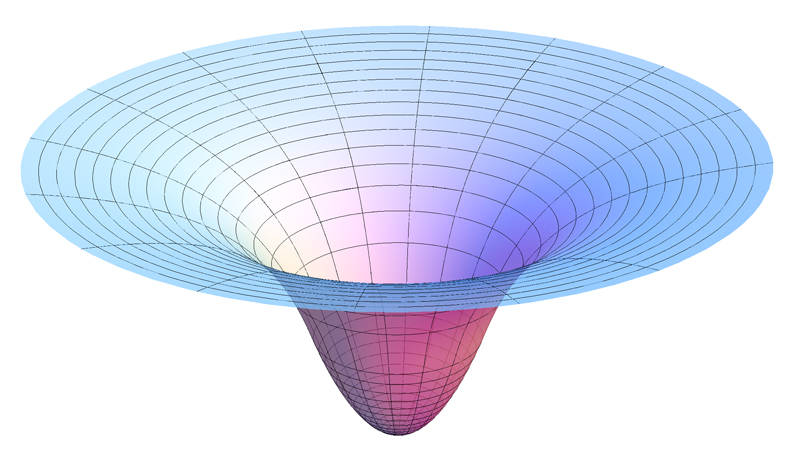
Das Gravitationspotential einer homogenen Kugel

Das Skalarpotential, oft einfach auch nur Potential genannt, ist in der Mathematik – im Unterschied zum Vektorpotential – ein  skalares Feld {\displaystyle \Phi ({\vec {r}})}, dessen Gradient gemäß folgender Formel
{\displaystyle {\vec {F}}({\vec {r}})=\operatorname {grad} \ \Phi ({\vec {r}})={\vec {\nabla }}\Phi ({\vec {r}})}
ein „Gradientenfeld“ genanntes Vektorfeld {\displaystyle {\vec {F}}({\vec {r}})} liefert.
Ist {\displaystyle {\vec {F}}({\vec {r}})} ein konservatives Kraftfeld, in dem die Kraft {\displaystyle {\vec {F}}} dem Prinzip des kleinsten Zwanges folgend stets der Richtung des maximalen Anstiegs des Potentials {\displaystyle \Phi } entgegengerichtet ist, gilt alternativ die Definition
{\displaystyle {\vec {F}}({\vec {r}})=-\operatorname {grad} \ \Phi ({\vec {r}})=-{\vec {\nabla }}\Phi ({\vec {r}}).}
Skalarpotentiale bilden u. a. die mathematische Grundlage der Untersuchung konservativer Kraftfelder wie des elektrischen und des Gravitationsfelds, aber auch von wirbelfreien sogenannten Potentialströmungen.

## Formale Definition und Eigenschaften
Ein Skalarfeld {\displaystyle \Phi \colon {\vec {r}}\mapsto \Phi ({\vec {r}})} ist genau dann ein Skalarpotential, wenn es in einem einfach zusammenhängenden Gebiet
1. zweimal stetig differenzierbar ist, das heißt keine „Sprünge“, Stufen oder andere Unstetigkeitsstellen enthält;
2. zu ihm ein Vektorfeld {\displaystyle {\vec {F}}\colon {\vec {r}}\mapsto {\vec {F}}({\vec {r}})} existiert, so dass gilt:
{\displaystyle {\vec {F}}({\vec {r}})=\operatorname {grad} \,\Phi ({\vec {r}})={\vec {\nabla }}\Phi ({\vec {r}})}

{\displaystyle {\vec {F}}} wird daher oft auch das zugehörige Gradientenfeld genannt, das als Gradient des Skalarpotentials {\displaystyle \Phi } seinerseits stets folgende Bedingungen erfüllt:
1. Wegunabhängigkeit des Kurvenintegrals: Der Wert des Kurvenintegrals entlang einer beliebigen Kurve S innerhalb des Feldes ist nur von ihrem Anfangs- und Endpunkt abhängig, nicht dagegen von ihrer Länge.
2. Verschwinden des geschlossenen Kurvenintegrals für beliebige Randkurven S:
{\displaystyle \oint _{S}\operatorname {grad} \,\Phi ({\vec {r}})\,\mathrm {d} {\vec {r}}=\oint _{S}{\vec {F}}({\vec {r}})\,\mathrm {d} {\vec {r}}=0}
3. Generelle Rotationsfreiheit bzw. Wirbelfreiheit des Feldes:
{\displaystyle \operatorname {rot} \,(\operatorname {grad} \,\Phi ({\vec {r}}))=\operatorname {rot} \,{\vec {F}}({\vec {r}})={\vec {\nabla }}\times {\vec {F}}({\vec {r}})={\vec {0}}}

Es lässt sich zeigen, dass die zuletzt genannten drei Charakteristika eines Gradientenfelds einander mathematisch gleichwertig sind, das heißt allein schon die Erfüllung einer der drei Bedingungen genügt, damit auch die beiden anderen gelten.

## Potentialfunktionen und harmonische Funktionen
Bildet man mit Hilfe des Laplace-Operators {\displaystyle \Delta } die Summe der zweiten partiellen Ableitungen eines Skalarpotentials
{\displaystyle \Delta \Phi ({\vec {r}})=\operatorname {div} \,(\operatorname {grad} \,\Phi ({\vec {r}}))=\operatorname {div} \,{\vec {F}}({\vec {r}})={\vec {\nabla }}\cdot {\vec {F}}({\vec {r}})={\frac {\partial ^{2}\Phi ({\vec {r}})}{\partial x^{2}}}+{\frac {\partial ^{2}\Phi ({\vec {r}})}{\partial y^{2}}}+{\frac {\partial ^{2}\Phi ({\vec {r}})}{\partial z^{2}}},}
sind vom Prinzip her zwei Ergebnisse möglich:
1. Die Summe ist eine von Null verschiedene Funktion {\displaystyle f({\vec {r}})}, oder aber
2. Die Summe ist – als Sonderfall von 1) – stets gleich Null.

Ausgehend davon können skalare Potentiale noch einmal wie folgt klassifiziert werden:
- Lösungen der als poissonsche Differentialgleichung oder Poisson-Gleichung bezeichneten Potentialgleichung {\displaystyle \Delta \Phi ({\vec {r}})=f({\vec {r}})} werden Potentialfunktionen (oder auch einfach nur Potentiale) genannt.
- Lösungen der als laplacesche Differentialgleichung oder Laplace-Gleichung bezeichneten Potentialgleichung {\displaystyle \Delta \Phi ({\vec {r}})=0} (als eines Sonderfalls der poissonschen Gleichung) werden außerdem als harmonische Funktionen bezeichnet.[2] Harmonische Funktionen sind dementsprechend Sonderfälle von Potentialfunktionen, die außerdem die Laplace-Gleichung erfüllen.
Manche Autoren allerdings benutzen beide Bezeichnungen synonym, so dass auch die Begriffe „Potential“ beziehungsweise „Potentialfunktion“ bei ihnen nur Lösungen der Laplace-Gleichung meinen, das heißt „jede Funktion {\displaystyle \Phi ({\vec {r}})}, die nach allen drei Veränderlichen zweimal stetig differenzierbar ist und dabei in einem gewissen Gebiet des Raumes die Gleichung {\displaystyle \Delta \Phi ({\vec {r}})=0} erfüllt, eine Potentialfunktion oder auch harmonische Funktion in diesem Gebiet“[3] genannt wird und auch die Definition der Potentialtheorie in diesem Fall lediglich Laplace-Potentiale berücksichtigt: „Die Potentialtheorie ist die Theorie der Lösungen der Potentialgleichung {\displaystyle \Delta U=0}.“[3]

### Poisson- und Laplace-Felder
Die sich als Gradienten eines skalaren Potentials ergebenden Vektorfelder sind stets wirbelfrei und werden daher – im Gegensatz zu „Wirbelfeldern“ – oft unter dem Überbegriff „Quellenfelder“ zusammengefasst, was nicht heißt, dass sie deshalb nicht trotzdem quellenfrei sein können.
Je nachdem nämlich, ob es sich bei den zugrundeliegenden Potentialen lediglich um Lösungen einer Poisson-Gleichung oder außerdem der Laplace-Gleichung handelt, kann man auch die aus ihnen gewonnenen Gradientenfelder noch einmal wie folgt klassifizieren:
- Gradientenfelder, die sich aus Lösungen einer Poisson-Gleichung mit {\displaystyle f({\vec {r}})\neq 0} ergeben, werden „Poisson-Felder“ oder auch „Newton-Felder“ genannt und sind lediglich wirbelfrei.[4] Anders gesagt: Beruht ein skalares Potential auf einer Raum(ladungs)dichte {\displaystyle \rho ({\vec {r}})} und ist es damit eine partikuläre Lösung einer entsprechenden inhomogenen (poissonschen) Differentialgleichung {\displaystyle \Delta \Phi ({\vec {r}})=\rho ({\vec {r}})}, wird das sich aus dem Potential ableitende Gradientenfeld „Poisson-Feld“ bzw. „Newton-Feld“ genannt. Beispiele solcher Felder sind etwa das Gravitationsfeld oder das elektrische Feld in Abwesenheit einer entgegengesetzten zweiten Ladung, deren Wirkung damit stets räumlich unbegrenzt ist.
- Gradientenfelder harmonischer Funktionen dagegen, die sich aus Lösungen der Laplace-Gleichung (bzw. einer Poisson-Gleichung mit {\displaystyle f({\vec {r}})=0}) ergeben, werden „Laplace-Felder“ genannt und sind außerdem quellenfrei.[2] Anders gesagt: Beruht ein skalares Potential auf einer Flächen(ladungs)dichte {\displaystyle \sigma ({\vec {r}})} auf der Oberfläche geladener Körper und ist es dabei die homogene Lösung einer homogenen (laplaceschen) Differentialgleichung {\displaystyle \Delta \Phi ({\vec {r}})=0} für die entsprechend gewählten Randbedingungen, wird das sich aus dem Potential ableitende Gradientenfeld „Laplace-Feld“ genannt. Beispiele solcher Felder sind etwa das elektrische Feld in Anwesenheit einer entgegengesetzten zweiten Ladung, auf der die von der ersten Ladung ausgehenden Feldlinien enden. „Laplace-Felder“ besitzen also stets einen „Rand“ im Endlichen, während dieser bei „Poisson–“ bzw. „Newton-Feldern“ quasi im Unendlichen liegt.

Für die Superposition beider Feldtypen schließlich lässt sich in der Regel eine sogenannte totale Potentialfunktion formulieren, die die Summe je einer partikulären und homogenen Lösung der obengenannten Differentialgleichungen ist.

### Beispiele
Das mit Abstand bekannteste Skalarpotential ist das sogen. „newtonsche Potential“
{\displaystyle \Phi ({\vec {r}})={\frac {1}{|{\vec {r}}|}},}
das allerdings nur im Dreidimensionalen, also für {\displaystyle r^{2}=x^{2}+y^{2}+z^{2}}, eine die Laplace-Bedingung erfüllende harmonische Funktion ist. Umgekehrt ist das dem „newtonschen Potential“ im Zweidimensionalen vergleichbare „logarithmische Potential“
{\displaystyle \Phi ({\vec {r}})=\operatorname {ln} (|{\vec {r}}|)}
ebenso wie die Funktion {\displaystyle \operatorname {ln} \left({\frac {1}{r}}\right)=-\operatorname {ln} (r)} nur dort, also für {\displaystyle r^{2}=x^{2}+y^{2}}, eine harmonische Funktion, im Dreidimensionalen dagegen ein gewöhnliches Potential mit {\displaystyle \Delta \Phi ={\frac {1}{r^{2}}}} bzw. {\displaystyle \Delta \Phi =-{\frac {1}{r^{2}}}}. Ebenfalls nur für {\displaystyle \mathbb {R} ^{2}} definierte harmonische Funktionen sind außerdem die Funktionen {\displaystyle \Phi (x,y)=e^{x}\cdot \sin(y)} und {\displaystyle \Phi (x,y)=e^{x}\cdot \cos(y)}.

## Geschichte
Der Begriff Potential in seiner heutigen mathematischen Bedeutung geht auf den französischen Mathematiker Joseph-Louis Lagrange zurück, der bei der Untersuchung des newtonschen Gravitationsgesetzes
{\displaystyle F=-G\ {\frac {m_{0}\cdot m_{1}}{r^{2}}}}
schon 1773 feststellte, dass die Komponenten-Zerlegung der Kraft F, der eine Punktmasse {\displaystyle m_{0}} im Gravitationsfeld einer zweiten Punktmasse {\displaystyle m_{1}} ausgesetzt ist, auf drei Teilkräfte Fx, Fy und Fz hinausläuft, die allesamt als partielle Ableitungen einer gemeinsamen skalaren „Stammfunktion“ {\displaystyle U(x_{0};y_{0};z_{0})} interpretiert werden konnten:
{\displaystyle {\begin{aligned}{\vec {F}}({\vec {r}}_{0}|{\vec {r}}_{1})&={-G\,m_{0}}\ {\frac {m_{1}}{r^{2}}}\ {\hat {\vec {r}}}_{10}\\&={-G\,m_{0}}\ {\frac {m_{1}}{r^{3}}}{\begin{pmatrix}x_{0}-x_{1}\\y_{0}-y_{1}\\z_{0}-z_{1}\end{pmatrix}}={\vec {F}}_{x}({\vec {r}}_{0}|{\vec {r}}_{1})+{\vec {F}}_{y}({\vec {r}}_{0}|{\vec {r}}_{1})+{\vec {F}}_{z}({\vec {r}}_{0}|{\vec {r}}_{1})\\&={-G\,m_{0}\,m_{1}}\,{\frac {x_{0}-x_{1}}{r^{3}}}\,{\hat {\vec {x}}}\ {-G\,m_{0}\,m_{1}}\,{\frac {y_{0}-y_{1}}{r^{3}}}\,{\hat {\vec {y}}}\ {-G\,m_{0}\,m_{1}}\,{\frac {z_{0}-z_{1}}{r^{3}}}\,{\hat {\vec {z}}}\\&={\frac {\partial }{\partial x}}\left({G\,m_{0}}\,{\frac {m_{1}}{r}}\right)\,{\hat {\vec {x}}}+{\frac {\partial }{\partial y}}\left({G\,m_{0}}\,{\frac {m_{1}}{r}}\right)\,{\hat {\vec {y}}}+{\frac {\partial }{\partial z}}\left({G\,m_{0}}\,{\frac {m_{1}}{r}}\right)\,{\hat {\vec {z}}}\\&\quad \ {\text{mit}}\ \ r=\left((x_{0}-x_{1})^{2}+(y_{0}-y_{1})^{2}+(z_{0}-z_{1})^{2}\right)^{\frac {1}{2}}.\end{aligned}}}
Wie zu sehen, ist die gefundene „Stammfunktion“ {\displaystyle U(x_{0};y_{0};z_{0})} dabei für alle Punkte des Raums außer {\displaystyle (x_{1}|y_{1}|z_{1})} definiert, und sie ist außerdem ein Maß der (negativen) potentiellen Energie von {\displaystyle m_{0}} im Kraftfeld der Masse {\displaystyle m_{1}}:
{\displaystyle W_{pot}({\vec {r}}_{0}|{\vec {r}}_{1})=-{G\,m_{0}}\,{\frac {m_{1}}{r}}.}
Wenig später unter dem Potentialbegriff zusammengefasst, fand diese Entdeckung ihre Fortführung in den Arbeiten des englischen Mathematikers und Physikers George Green, der 1828 in seinem Essay on the Application of Mathematical Analysis to the Theories of Electricity and Magnetism den Begriff der Potentialfunktion prägte. In erster Linie aber war es schließlich Carl Friedrich Gauss, der 1840 (nach anderen Quellen bereits 1836) den Begriff des Potentials und seine Theorie weiter vertiefte und popularisierte.

## Begriffsabgrenzungen
Der Gebrauch des Potentialbegriffs ist leider aus historischen Gründen oft uneinheitlich. So ist etwa häufig unklar, ob mit dem Wort „Potential“ nun das betreffende Skalarfeld gemeint ist, also die betreffende Ortsfunktion, oder aber einer ihrer Funktionswerte.

### Mathematischer und physikalischer Potentialbegriff
So darf der Begriff des Potentials in seiner mathematischen Bedeutung – als ein skalares Feld mit bestimmten, zunächst einmal rein abstrakt geforderten Eigenschaften – vor allem nicht mit dem physikalischen „Potential“-Begriff verwechselt werden, aus dem er ursprünglich hervorging.
Einem Begriff, der dort in erster Linie die Fähigkeit eines konservativen Kraftfelds bedeutet, einen ihm ausgesetzten Körper eine Arbeit verrichten zu lassen, für gewöhnlich ausgedrückt durch das Verhältnis seiner potentiellen Energie und Ladung bzw. Masse. Das aber kann sowohl heißen, dass man es in dem gegebenen Zusammenhang mit dem skalaren Feld zu tun hat, das dieses Verhältnis in Form seiner Funktionswerte wiedergibt, oder aber, dass mit dem „Potential“ die einzelnen Funktionswerte des Felds an der betreffenden Stelle selbst gemeint sind, etwa das elektrische oder das Gravitationspotential, gemessen in Volt (= J/C) bzw. J/kg.
Hinzu kommt, dass sich, was ihre mathematischen Eigenschaften angeht, auch die potentielle Energie eines Körpers in einem konservativen Kraftfeld selbst als Skalarpotential beschreiben lässt, ganz zu schweigen von dem nur noch mathematisch ein Potential darstellenden Geschwindigkeitspotential der Fluiddynamik.
So kann ganz allgemein (fast) jedes physikalische Potential durch ein mathematisches modelliert werden, während umgekehrt nicht jedes mathematische Potential auch eines im Sinne der Physik ist.

### Potentialvektoren und Potentialfelder
Ein weiteres Problem rührt aus dem Umstand, dass der Begriff „Potential…“ auch in einigen Wortbildungen verwendet wird, bei denen dadurch nicht klarer wird, ob damit nun skalare oder vektorielle Größen bzw. Felder gemeint sind, etwa in Termini wie „Vektorpotential“, „Potentialvektor“ oder „Potentialfeld“. So könnte man gerade bei letzterem annehmen, dass damit das skalare Feld des Potentials selbst gemeint ist – die überwiegende Zahl der Autoren aber benutzt diesen Ausdruck nicht dafür, sondern für das aus dem jeweiligen Potential abgeleitete Vektorfeld der Potential- bzw. Gradientvektoren.
Analog bezeichnen manche Autoren die Vektoren, aus denen sich Gradientenfelder zusammensetzen, zur besseren Abgrenzung zwischen dem Gradienten als mathematischem Operator und dem Resultat seiner Anwendung als Gradientvektoren, andere dagegen mit Blick auf die (skalaren) Potentiale, aus denen sie sich herleiten, als Potentialvektoren.

## Beziehungen zwischen Skalar- und Vektorpotential
Wirbelfelder, die Rotationen eines anderen Vektorfelds sind, sind stets quellenfrei – quellenfreie Vektorfelder können daher umgekehrt immer auch als Rotation eines anderen Vektorfelds interpretiert werden, das man in diesem Fall als „Vektorpotential“ des betreffenden quellenfreien Vektorfelds bezeichnet.
Gemäß dem Fundamentalsatz der Vektoranalysis, auch Helmholtz-Theorem genannt, kann dabei (fast) jedes Vektorfeld {\displaystyle {\vec {H}}({\vec {r}})} als Superposition zweier Komponenten {\displaystyle {\vec {F}}({\vec {r}})} und
{\displaystyle {\vec {G}}({\vec {r}})} aufgefasst werden, deren erste der Gradient eines Skalarpotentials {\displaystyle \Phi ({\vec {r}})} ist, die zweite dagegen die Rotation eines Vektorpotentials {\displaystyle {\vec {\Gamma }}({\vec {r}})}:
{\displaystyle {\vec {H}}({\vec {r}})={\vec {F}}({\vec {r}})+{\vec {G}}({\vec {r}})=\operatorname {grad} \,\Phi ({\vec {r}})+\operatorname {rot} \,{\vec {\Gamma }}({\vec {r}})={\vec {\nabla }}\Phi ({\vec {r}})+{\vec {\nabla }}\times {\vec {\Gamma }}({\vec {r}})}
Ist {\displaystyle {\vec {F}}({\vec {r}})} ein konservatives Kraftfeld, in dem die Kraft {\displaystyle {\vec {F}}} dem Prinzip des kleinsten Zwanges folgend stets der Richtung des maximalen Anstiegs des Potentials {\displaystyle \Phi } entgegengerichtet ist, gilt alternativ die Schreibweise
{\displaystyle {\vec {H}}({\vec {r}})={\vec {F}}({\vec {r}})+{\vec {G}}({\vec {r}})=-\operatorname {grad} \,\Phi ({\vec {r}})+\operatorname {rot} \,{\vec {\Gamma }}({\vec {r}})=-{\vec {\nabla }}\Phi ({\vec {r}})+{\vec {\nabla }}\times {\vec {\Gamma }}({\vec {r}}).}